# 氢化镉
氢化镉是镉的二元氢化物。它最早由Glenn D. Barbaras在1951年报道。他通过-78°C下氢化铝锂与二甲基镉在乙醚中反应制得了氢化亚镉。这种化合物在大约0 °C时分解。

## 性质
根据红外光谱，固体氢化镉被认为含有氢桥键。 其它金属氢化物也会这样聚合。除非冷却到 −20 °C（−4 °F），氢化镉就会迅速分解成镉和氢气：
(CdH
2)
n → n Cd + n H
2

## 二氢化镉分子
二氢化镉分子是一个单体（如图），化学式 CdH
2 （也被写成[CdH
2]）。它是无色气体，不会长久存在。它可以由激发态镉原子和氢气气态反应而成。这个分子是线形的，键长 168.3 pm。